# شاكرية
الشاكرية وجبة شامية تشتهر بها سوريا وفلسطين، تتكون من اللحم المطبوخ باللبن، تقدم عادة مع الأرز.

## المعلومات الغذائية
تحضر الشاكرية ( وتسمى أيضا في بعض مناطق فلسطين "صفوة") باستخدام اللحم، اللبن، النشا، البصل، القرفة، البهار، الزيت والملح. تحتوي وجبة الشاكرية (500 غ تقريباً) بحسب موقع شهية، على المعلومات الغذائية التالية:
- السعرات الحرارية: 546
- الدهون: 31
- الدهون المشبعة: 15
- الكوليسترول: 140
- الكاربوهيدرات: 19
- البروتينات: 46

## وصلات خارجية
- وصفة الشاكرية مع معلوماتها الغذائية
- طريقة عمل الشاكرية